# Pseudocopicucullia
Pseudocopicucullia là một chi bướm đêm thuộc họ Noctuidae.